# Autoware
Autoware（オートウェア）はオープンソースの自動運転車用オペレーティング・システム。LinuxとROSをベースにしている。

## 概要
加藤真平が名古屋大学准教授時代に、長崎大学・産業技術総合研究所などと共同開発した。市街地の公道での自動運転を目的としている。
設計思想としてLinuxをモデルとしており、開発当初からオープンソース化が重視されていた。2018年現在でThe Autoware Foundation（AWF）やティアフォーが開発を主導している。

## 採用車種・プロジェクト
- Milee、Logiee、Postee（ティアフォー）
- e-Palette（トヨタ自動車）[1]
- MIH（Foxconn）[2]
- RoboCar（ZMP）[3]